# Chris Thorpe
Christopher „Chris” Thorpe (ur. 29 października 1970 w Waukegan) – amerykański saneczkarz, medalista igrzysk olimpijskich i mistrzostw świata oraz zdobywca Pucharu Świata.

## Kariera
Pierwszy sukces w karierze odniósł w 1995 roku, kiedy w parze z Gordym Sheerem zdobył srebrny medal w dwójkach na mistrzostwach świata w Lillehammer. W tym samym składzie zdobyli też srebrne medale podczas mistrzostw świata w Altenbergu w 1996 roku i rozgrywanych dwa lata później igrzysk olimpijskich w Nagano. Ponadto w sezonie 1996/1997 Thorpe i Sheer zwyciężyli w klasyfikacji generalnej Pucharu Świata w dwójkach, a w sezonach 1994/1995 i 1995/1996 zajmowali trzecie miejsce. Od 2000 roku jego parterem był Clay Ives, z którym zdobył między innymi brązowy medal na igrzyskach olimpijskich w Salt Lake City w 2002 roku.
W 2002 roku zakończył karierę.

## Osiągnięcia

### Igrzyska olimpijskie
| Rok  | Miejsce        | Dwójki |
| ---- | -------------- | ------ |
| 1992 | Albertville    | 12.    |
| 1994 | Lillehammer    | 5.     |
| 1998 | Nagano         | 2.     |
| 2002 | Salt Lake City | 3.     |

### Puchar Świata

#### Miejsca na podium w klasyfikacji generalnej
| Sezon     | Miejsce |
| --------- | ------- |
| 1994/1995 | 3.      |
| 1995/1996 | 3.      |
| 1996/1997 | 1.      |